# Home Nations Femenino 1998
El Home Nations 1998 fue la tercera edición del principal torneo de rugby femenino europeo.

## Participantes
- Escocia
- Gales
- Inglaterra
- Irlanda

## Clasificación
| Pos. | País       | Partidos | Partidos | Partidos  | Partidos | Anotación | Anotación | Anotación  | Puntos |
| Pos. | País       | Jugados  | Ganados  | Empatados | Perdidos | A favor   | En contra | Diferencia | Puntos |
| ---- | ---------- | -------- | -------- | --------- | -------- | --------- | --------- | ---------- | ------ |
| 1    | Escocia    | 3        | 3        | 0         | 0        | 45        | 17        | +28        | 6      |
| 2    | Inglaterra | 3        | 2        | 0         | 1        | 96        | 28        | +68        | 4      |
| 3    | Gales      | 3        | 1        | 0         | 2        | 51        | 51        | 0          | 2      |
| 4    | Irlanda    | 3        | 0        | 0         | 3        | 18        | 104       | -86        | 0      |

## Resultados
| 8 de febrero | Irlanda | 0 - 15 | Escocia |  |  |

| 15 de febrero | Inglaterra | 29 - 12 | Gales |  |  |

| 1 de marzo | Gales | 12 - 22 | Escocia |  |  |

| 21 de marzo | Escocia | 8 - 5 | Inglaterra |  |  |

| 22 de marzo | Irlanda | 10 - 27 | Gales |  |  |

| 5 de abril | Inglaterra | 62 - 8 | Irlanda |  |  |

| Bandera de Escocia |
| Campeón Escocia    |
| Primer título      |